# Tulebaj Ażymow
Tulebaj Chadżibrajewicz Ażymow (ros. Тулебай Хаджибраевич Ажимов; kaz. Төлебай Әжімов ur. 5 kwietnia 1921 we wsi Mumra w rejonie ikrianinskim w obwodzie astrachańskim, zm. 14 lutego 1988 w Ałma-Acie) – radziecki żołnierz narodowości kazachskiej, sierżant, Bohater Związku Radzieckiego (1944).

## Życiorys
Urodził się w kazachskiej rodzinie chłopskiej. Dzieciństwo i młodość spędził w obwodzie tiumeńskim, mieszkał w miejscowości Czernyj Mys w rejonie surguckim, skończył szkołę podstawową, pracował w arteli rybackiej.
Od listopada 1942 uczestniczył w wojnie z Niemcami, brał udział w walkach pod Starą Russą, w obwodzie briańskim i na Białorusi. Jako gefrajter (kapral) 862. pułku strzelców w 197 Dywizji Strzeleckiej w składzie 3 Gwardyjskiej Armii 1 Frontu Ukraińskiego wyróżnił się podczas walk o Krasnystaw 24 lipca 1944, gdy wraz z pułkiem sforsował Wieprz i jako jeden z pierwszych wdarł się do miasta, zabijając 16 niemieckich żołnierzy, w tym snajpera, ubezpieczając tym działania batalionu. Został za to odznaczony Orderem Sławy. W końcu lipca 1944 uczestniczył w walkach o przyczółek w rejonie Sandomierza i forsowaniu Wisły; 31 lipca 1944 został ciężko ranny. Po wojnie został zdemobilizowany w stopniu sierżanta, mieszkał w Ałma-Acie, gdzie był komendantem niezależnej zmilitaryzowanej straży pożarnej. W Chanty-Mansyjsku i Surgucie postawiono jego popiersia.

## Odznaczenia
- Złota Gwiazda Bohatera Związku Radzieckiego (23 września 1944)
- Order Lenina
- Order Wojny Ojczyźnianej I klasy
- Order Sławy III klasy

I medale.